# Linum turcomanicum
Linum turcomanicum är en linväxtart som beskrevs av Sergei Vasilievich Juzepczuk. Linum turcomanicum ingår i släktet linsläktet, och familjen linväxter. Inga underarter finns listade i Catalogue of Life.